# Бон-Жезус-ду-Ампару
Бон-Жезус-ду-Ампару (порт. Bom Jesus do Amparo) — муниципалитет в Бразилии, входит в штат Минас-Жерайс. Составная часть мезорегиона Агломерация Белу-Оризонти. Входит в экономико-статистический микрорегион Итабира. Население составляет 4718 человек на 2006 год. Занимает площадь 195,457 км². Плотность населения — 24,1 чел./км².
Праздник города — 12 декабря.

## История
Город основан 12 декабря 1953 года.

## Статистика
- Валовой внутренний продукт на 2003 год составляет 22 968 945,00 реалов (данные: Бразильский институт географии и статистики).
- Валовой внутренний продукт на душу населения на 2003 год составляет 4822,37 реалов (данные: Бразильский институт географии и статистики).
- Индекс развития человеческого потенциала на 2000 год составляет 0,711 (данные: Программа развития ООН).